# Комета (фільм)
«Комета» (рос. «Комета») — радянський художній фільм 1983 року, знятий на Кіностудії ім. М. Горького.

## Сюжет
Південь, море, сонце, пляж… Капітана у відставці Кучкіна наймають охороняти бутафорський корабель. Найбільш енергійні та спритні з відпочивальників умовляють сторожа поселити їх на кораблі, підготовленому для зйомок фільму. Серед них шахтар — астроном-любитель, який приїхав на південь спостерігати за кометою. Хлопчик і астроном пускають чутку про наближення до пляжу комети — і серед «дикунів» починається паніка…, в кінці настає хеппі-енд. Як фантастичні елементи додані: робот на кінозйомках та прибульці уві сні однієї героїні, але їм приділяється не більше 5 хвилин ефірного часу. Загалом фільм є доброю казкою, про те, що варто вірити у мрії й намагатися їх втілити. І тоді неможливе стане можливим.

## У ролях
- Анатолій Кузнецов — Василь Петрович Кучкін, сторож на бригу «Летючий голландець»
- Надія Семенцова — Галина Андріївна, дружина Кучкіна
- Олена Біляк — Ліза
- Дмитро Золотухін — Микола Богданов, шахтар, захоплений астрономією
- Володимир Басов — Георгій Фомич Боклевський
- Світлана Радченко — Альбіна Боклевська
- Наталія Мартінсон — Маріша Чернова, мама Толіка
- Валентин Смирнитський — Геннадій Чернов, батько Толіка
- Федір Стуков — Толік Чернов
- Юрій Чулюкін — Гурій Семенович, помічник режисера
- Павло Арсенов — Геворкян Павло Оганезович, режисер
- Олександр Кузнецов — Грузілов з Епіфані
- Георгій Мілляр — пенсіонер
- Рудольф Рудін — відпочиваючий в панамі
- Хуат Абусеїтов — відпочиваючий в тюбетейці
- Борис Володін — вчений
- Володимир Щукін — музикант
- Микола Жеренков — музикант
- Олександр Самойлов — музикант
- Андрій Жабін — музикант
- Гліб Стриженов — космічний генетик
- Лілія Гурова — торговка
- Валентина Куценко — сусідка
- Владислав Ковальков — кореспондент

## Знімальна група
- Режисери — Річард Вікторов, Юрій Чулюкін
- Сценаристи — Кир Буличов, Річард Вікторов
- Оператор — Олександр Рибін
- Композитор — Володимир Чернишов
- Художник — Валерій Іванов